# 맥콜

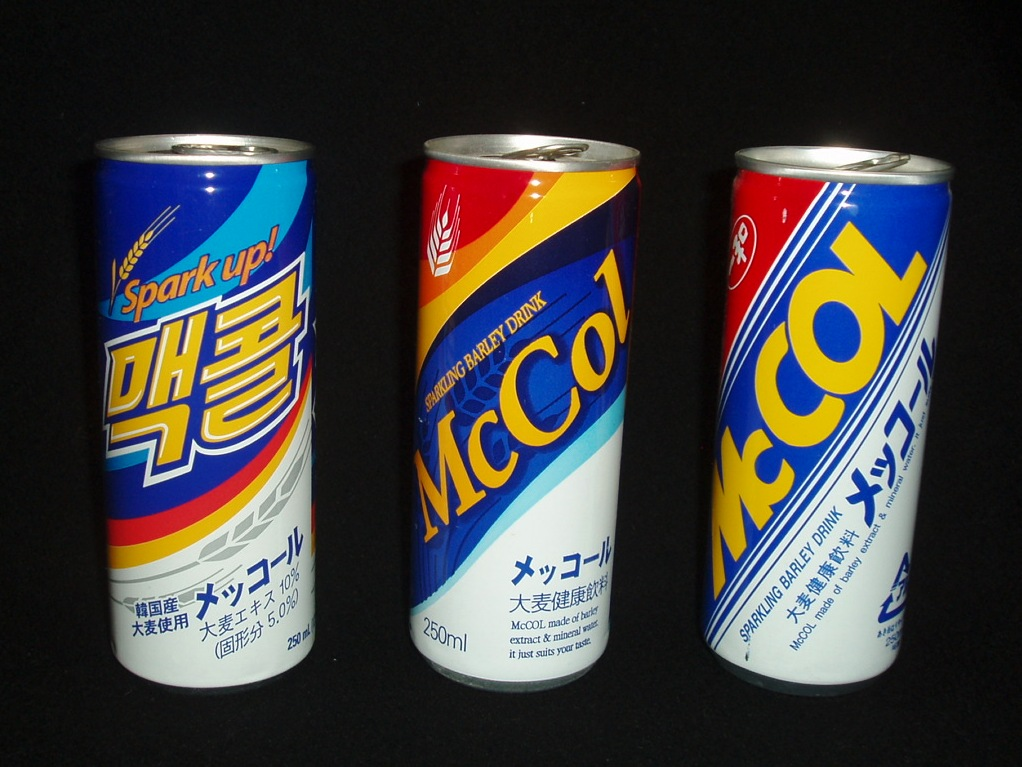
일본에서 판매되는 맥콜 캔의 역사(오른쪽부터 2002년, 2009년, 2013년에 판매됨.)

맥콜(McCOL)은 일화에서 1982년부터 생산·판매하고 있는, 보리를 이용한 탄산음료이다. 보리 맛과 레몬 향이 나며 미국의 코카콜라나 펩시콜라에 비해 덜 달고 맥주처럼 약간의 쌉싸름한 맛이 난다. 한국의 토종 음료로서 일본에도 수출되며 일본에서는 "멧코오루"라는 이름으로 알려져 있다. 세계평화통일가정연합의 음료수이기 때문에 기독교(특히 개신교) 신자들이 불매 운동을 벌인다. 한편, 1990년대 중반 단종됐다가 2000년 재출시됐다.

## 원재료
- 유기농 보리 추출액
- 정제수
- 액상 과당, 백설탕
- 탄산 가스
- 구연산, 구연산나트륨
- 천연 착향료(레몬 라임향)

## 용량
- 160mL
- 190mL
  - 190mL(레트로 에디션)
- 250mL
  - 250mL(레트로 에디션)
- 355mL
  - 355mL(레트로 에디션)
- 500mL
- 1.25L
- 1.5L

## 맥콜 역대 광고모델
- 김형곤(1985)
- 홍요섭(1986)
- 홍리나(1987)
- 조용필(1987~1989)
- 최재성, 최수지(1990)
- 최수종, 이미연(1990)
- 자오즈민(1990)
- 장동직(1991) - 하이맥콜
- 최불암, 박원숙(1998) - 보리음료 맥
- 황광희(2013)
- 주원(2014)
- 박형식, 김윤지, 김수미(2015)
- 남승민(2020)
- 김동현(2021)

## 같이 보기
- 탄산음료
- 펩시콜라
- 코카콜라
- 보리
- RC콜라